# Konstruktionsklasse

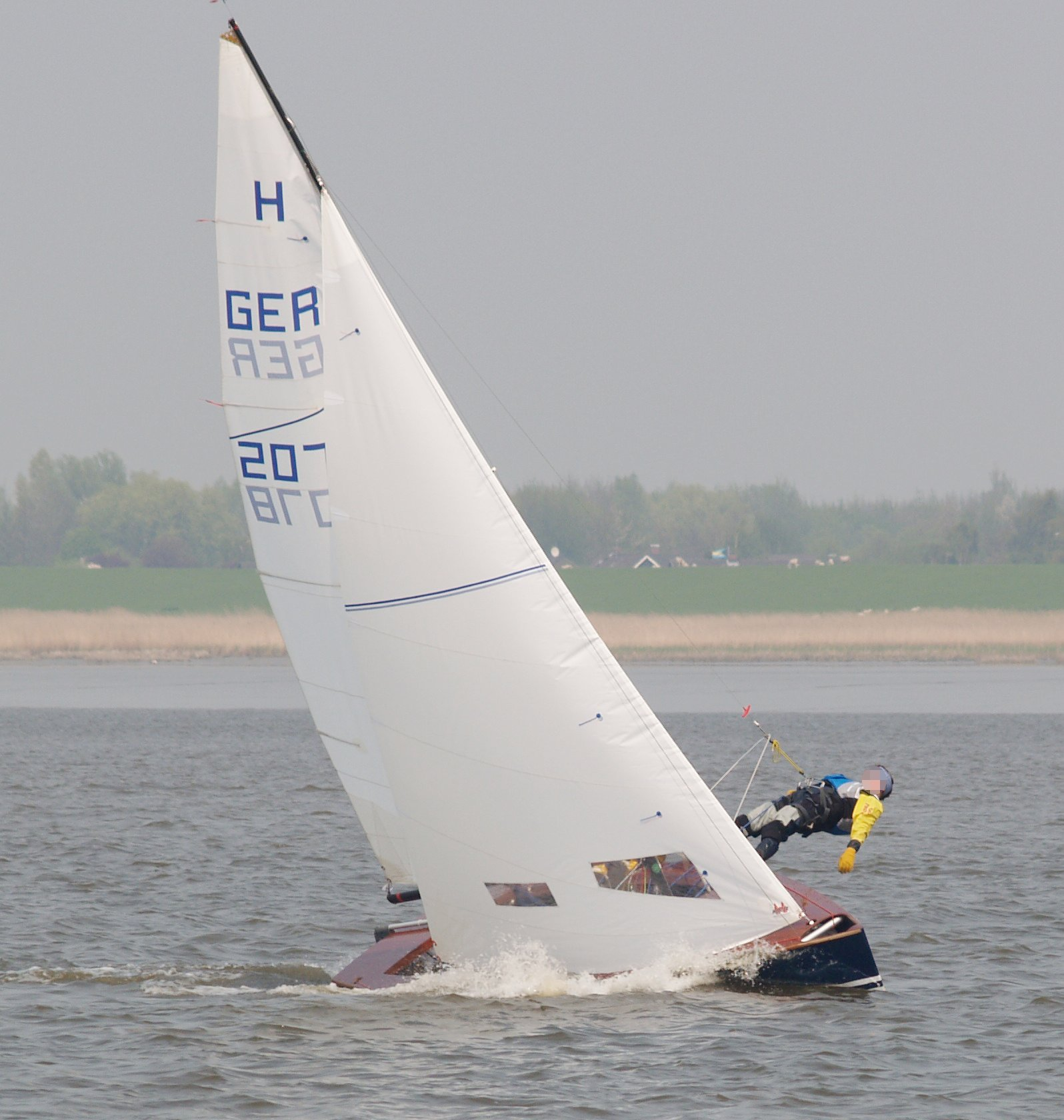
H-Jolle

Eine Konstruktionsklasse im Segelsport definiert sich als eine Konstruktion oder ein Bau eines Segelschiffs, welche aufgrund der eingeschränkten Vermessungsvorschriften dem Konstrukteur Freiheiten in Bezug auf Rumpfform, Anordnung des Riggs usw. geben. Erste Konstruktionsklasse war im Yachtsport die Sonderklasse.
Für die Klassifizierung von Bootstypen gibt es verschiedene Begrifflichkeiten, die sich zum einen an der Bauweise und den Bauvorschriften orientieren oder aus formalistischer Sicht an den Vorgaben der Segelverbände, also in Deutschland des Deutschen Segler-Verbandes (DSV), hinsichtlich des Vermessungsmodus.
Der DSV unterscheidet dabei die Konstruktionsklassen, Einheitsklassen oder Ausgleichsklassen.
Vorgeschrieben sind innerhalb einer Konstruktionsklasse meist nur maximale Segelfläche, Hauptabmessungen des Rumpfes, Minimumgewicht und Ähnliches. Innerhalb einer Konstruktionsklasse segeln Entwürfe verschiedener Konstrukteure gegeneinander. Für diese Klassen ist mit Ausnahme der wenigen definierten Vorgaben die wichtigste Regel: Alles, was in den Regeln nicht ausdrücklich verboten ist, ist erlaubt.
Bekannte Konstruktionsklassen in Deutschland sind die Jollenkreuzer P-Boot, S-Boot und R-Boot oder Jollenklassen wie die H-Jolle, die Motte oder der International 14.